# Музыка и танцы Океании
Музыка и танцы Океании — совокупность музыкальных и танцевальных традиций, распространённых в Океании. В океанийских культурах танец и музыка зачастую неразрывно связаны, в связи с чем рассматриваются в совокупности.
Музыкально-танцевальное искусство Меланезии имеет выраженное отличие от полинезийско-микронезийского: в Меланезии оно используется для сопровождения важных этапов жизни высокопоставленных людей и в тайных обществах, тогда как в Полинезии и Микронезии музыка и танцы представляют собой продолжение поэзии.
Океанийцы изобрели множество инструментов, которые используются как в музыке, так и для других целей. Почти во всех культурах встречаются конхи и щелевые барабаны. Обычно инструменты конструктивно просты: у океанийских флейт не бывает множества отверстий, в Меланезии преобладают флейты, на которых играют ртом, в Полинезии — носовые флейты, в Микронезии встречаются оба типа; струнные инструменты представлены простейшими цитрами и музыкальными луками, однако при этом некоторые инструменты обильно и искусно украшены резьбой и орнаментом.

## Меланезия
Меланезийские музыка и танцы исполняются на празднествах, устраиваемых бигменами (наиболее богатыми и влиятельными членами общества) по случаю крупных приобретений и в религиозных церемониях. Различается два основных типа танца: имперсонирующий и массовый. В имперсонирующих танцах исполнитель играет роль предка или мифологического персонажа, при этом он носит громоздкий наряд, который поддерживает руками (либо руки заняты барабанами), что ограничивает движения ногами и торсом. Звучание инструментов в таком танце может символизировать голоса богов и других сверхъестественных существ. Массовые танцы несложны и не требуют особого инвентаря; они случаются после удачной охоты, победы в битве, на похоронах и для призыва плодородия. Слова в песнях для массовых танцев встречаются редко, они никогда не выполняют повествовательную функцию. В некоторых песнях слова исполняются на иностранных языках или крайне архаичных вариантах известных им языков, и исполнители не знают их смысла.
Движение мелодии обычно происходит либо по тройкам нот, разделённых терциями (до — ми — соль), либо в пентатонической шкале.
- Традиционный танец Папуа — Новой Гвинеи
- Танцовщик народности байнинг[англ.]
- Танцевальный костюм из Вануату

### Папуа — Новая Гвинея
Музыка Новой Гвинеи малоизучена, относительно изученными являются традиции кате, монумбо, ватут, калули.
Музыка калули, несмотря на разнородность, подчиняется закону недопустимости унисона; это касается даже церковной музыки.

#### Кате
Искусство кате подверглось сильному влиянию христианских миссионеров и соседних народов: до прибытия христиан танцы и музыка со словами на языке кате сопровождали все жизненные этапы — деторождение, детские игры, церемонии инициации, охоту, сельское хозяйство, войну и смерть, миссионеры же принесли народу кате христианские гимны со словами на кате, а также христианские адаптации традиционных музыкальных произведений. К 1910 году традиционные песни перемешались с христианскими и песнями других меланезийских народов, миссионеры запретили местные религиозные церемонии, в том числе тайные мероприятия, на которых кате, ябем, букава и тами обучали друг друга музыке и танцам.
Музыка кате строится либо по триадам (доконтактный пласт произведений, характеризуется также более короткими строфами), либо в пентатонике (под европейским влиянием), пение одноголосное, техника композиции — изоритмическая, темп варьирует.

### Соломоновы острова
Музыка Соломоновых Островов отличается использованием сложных флейт Пана, обычно сочетающих два типа трубок: с одной стороны находится ряд из 3—9 закрытых с одной стороны трубок, с другой — открытые трубки, которые звучат на октаву выше. Практикуется как оркестровая игра, не сопровождающаяся пением, так и аккомпанирование песням. Пение со сложной полифонией, видимо, имитирует игру на флейтах.

## Полинезия
Полинезийские музыка и танец иллюстрируют поэзию, исполнение которой происходит речитативами; целью исполнения поэтических произведений является похвала в адрес гостей или высокопоставленных сородичей.
Музыка и танцы отражают в себе социоэкономическое устройство полинезийских обществ, а исполнению предшествуют длительные тренировки. Движения исполняются в основном руками. Несмотря на то, что в музыкальных произведениях, сопровождающих танцы, обычно есть слова, исполнители не «проговаривают» их в танце, как это делают в Индонезии и Юго-Восточной Азии.
- Фестиваль Тапати[исп.] на Острове Пасхи
- Исполнение хулы в Японии
- Новозеландский танец «хака» в исполнении регбийной команды

### Тонга
Тонганские танцы хорошо изучены, это типичные полинезийские танцы, исполняющиеся под песни с мифологическими, генеалогическими, географическими и историческими мотивами в лирике. Характерная черта тонганского танца — вращение кистью руки, расположенной ниже, сгибание запястья, быстрые кивки в сторону; торс остаётся неподвижен, ноги исполнителя заняты почти только шаганием в стороны.
Один из сохранившихся доевропейских танцев — меэтуупаки (тонг. me’etu’upaki), массовый мужской танец с вёслами, исполнявшийся под аккомпанемент щелевого барабана.
Другой популярный в Тонга танец — лакалака — происходит от традиционного группового танца меэлауфола (тадж. me’elaufola).

## Микронезия
Микронезия — наименее изученный музыковедами регион Океании. Самая распространённая разновидность музыкального представления — групповое пение с простейшим ударным аккомпанементом. Микронезийские танцы и музыка родственны полинезийским, хотя и не полностью тождественны. Единственным исключением с меланезийским и (возможно) индонезийским влиянием является музыка острова Трук.
Танец в сидячем или стоячем положении сопровождает почти все музыкальные произведения. Танцевальные движения в основном выполняются руками, хотя в япских и кирибатийских танцах танцор не иллюстрирует, а украшает историю, рассказывающуюся в песне.
В вокальной музыке часты бурдонное пение и многоголосная монодия.
Во многих частях региона музыка и танцы неразрывно связаны с традициями татуировки, и их популярность угасла вместе с исчезновением практики татуирования.